# 伊達町
伊達町（だてまち）は、福島県伊達郡にあった町である。2006年1月1日、同じ伊達郡の梁川町、保原町、霊山町、月舘町と合併して、伊達市となった。
市役所は本庁舎が旧保原町役場、分庁舎が旧梁川町役場となり、旧伊達町、旧霊山町、旧月舘町の役場は、それぞれ総合支所となっている。

## 地理
伊達町は、面積9.22平方キロメートルと比較的小規模な町であったが、伊達市合併前で人口が1万人を超え、福島県内で面積が最小、人口密度が最も高かった。福島市の北東に位置する。阿武隈川で東西に二分されており、ほぼ中央部にかかる伊達橋（国道399号）の西岸付近に伊達町役場があった。
- 河川:阿武隈川

### 隣接していた自治体
- 福島市
- 伊達郡
  - 保原町
  - 桑折町

## 歴史
- 1889年（明治22年）4月1日 - 町村制施行に伴い、伊達郡伏黒村（ふしぐろむら）、長岡村（ながおかむら）が発足。
- 1940年（昭和15年）4月1日 - 長岡村が町制施行・改称し、伊達町（第1次）となる。
  - 長岡村にあった東北本線長岡駅が新潟県の長岡駅との混同を避けるために、郡名であった伊達を称し、この町制施行で駅名から名前を取り伊達町になった、という経緯がある。
- 1947年（昭和22年）8月17日 - 昭和天皇の戦後巡幸。養蚕業、緬羊せり市場などを視察[1]。
- 1956年（昭和31年）9月30日 - 伏黒村が伊達町を編入する。
- 1957年（昭和32年）1月1日 - 伏黒村が町制施行、即日改称し、伊達町（第2次）となる。
- 2006年（平成18年）1月1日 - 梁川町、保原町、霊山町、月舘町と合併し、伊達市となる。

## 交通
- 東北本線の伊達駅が町の西部にある。また町域の外であるが、阿武隈急行線が伊達町の南に存在する。
- 道路網では役場付近で国道4号と国道399号が交差する。
- 福島交通（路線バス）

## 伊達市合併後

### 交通
2021年に開通した東北中央自動車道・相馬福島道路が東西に横断している。国道４号に伊達桑折ICで接続しており、そこから桑折ジャンクションを経て東北自動車道に直接乗り入れできる。

### 地域内の施設
- 伊達市ふるさと会館：
- 伊達市立図書館：
- 伊達市ケーブルテレビ：旧伊達町をサービスエリアとするケーブルテレビ局。

### 組織
- 伊達川東地区協議会：旧伊達町東部（伏黒・箱崎）をエリアとする住民自治組織
- NPO法人伊達西地区自治協議会：旧伊達町西部をエリアとする住民自治組織